# Paul Burman
Paul Burman (n. 28 februarie 1888, Camenița, Imperiul Rus – d. 3 iunie 1934, Tallinn, Estonia) a fost un pictor și grafician estonian de origine germano-baltică. A fost fratele mai mare al arhitectului și pictorului Karl Burman⁠(d).
Burman s-a mutat în Estonia împreună cu familia în 1892. Familia avea rădăcini în această țară. A studiat la Peetri Reaalkool (acum, Tallinna Reaalkool) din Tallinn. Între 1905 și 1906, a studiat la școala de studio a lui Ants Laikmaa. Între 1907 și 1908, a fost student extern (estonă vabakuulaja) la Academia Imperială de Arte din Sankt Petersburg. A studiat la Școala de Artă Stroganov din Moscova între 1908 și 1909 și cu pictorul leton Vilhelms Purvītis⁠(d) în 1911 la Academia de Artă din Letonia.
În 1912, a petrecut o scurtă perioadă de timp la Académie Russe din Paris și a locuit timp de aproximativ un an înconjurat în colonia de artiști estonieni din Paris alături de Jaan Koort⁠(d), Nikolai Triik⁠(d) și Aleksander Tassa⁠(d). În 1914, a locuit o perioadă în Crimeea și în Germania, iar în 1915 s-a întors în Estonia.
Este considerat primul pictor de scene despre animale din Estonia. Burman a realizat multe picturi cu cai. În perioada inițială a activității sale, a pictat și a desenat în principal tablouri cu animale și natură, peisaje și naturi statice. De asemenea, a creat câteva portrete, desene, gravuri, xilogravuri și a ilustrat cărți pentru copii (Koduloomad și Metsloomad, 1912).
Reprezentările sale ale orașului, florilor și peisajelor sunt pitorești, strălucitoare în culori și variate. A fost considerat unul dintre primii impresioniști din Estonia. Creația ulterioară a fost mai agitată, lucrările fiind expresive. Multe dintre lucrările sale au fost distruse într-un incendiu în timpul celui de-al Doilea Război Mondial, dar multe dintre ele au supraviețuit în diferite colecții private.

## Galerie

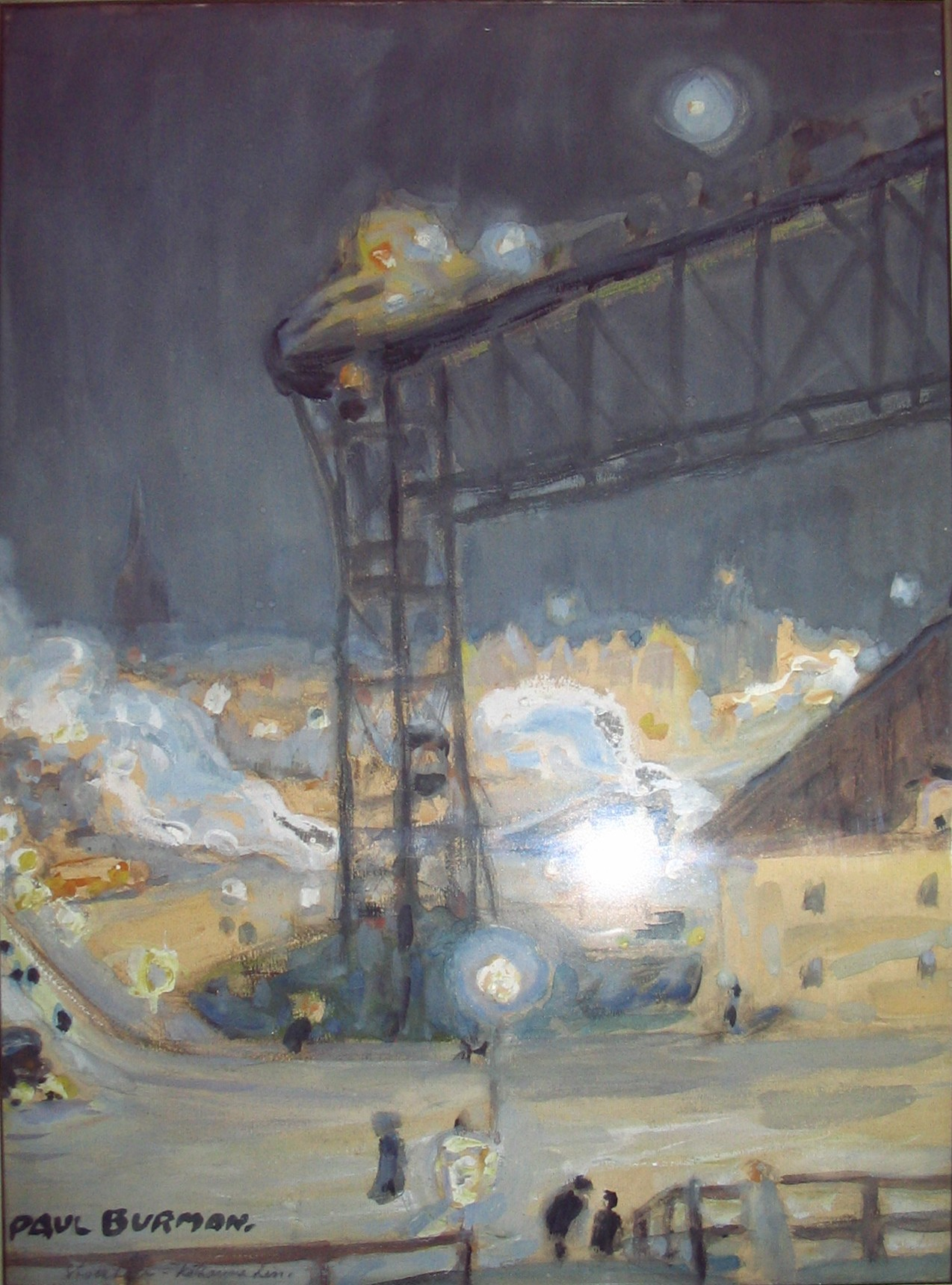
Liftul Katarina
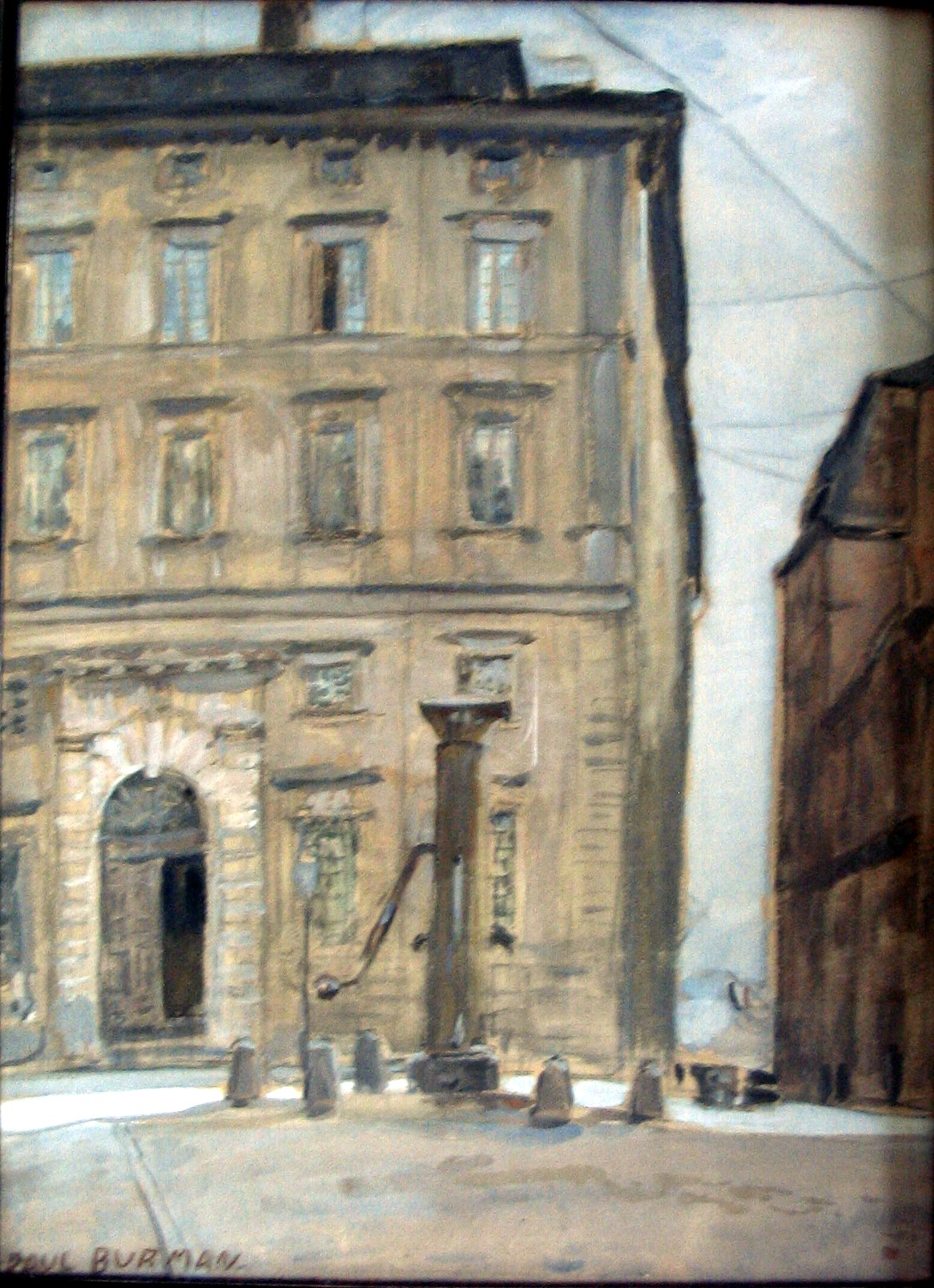
Stockholm
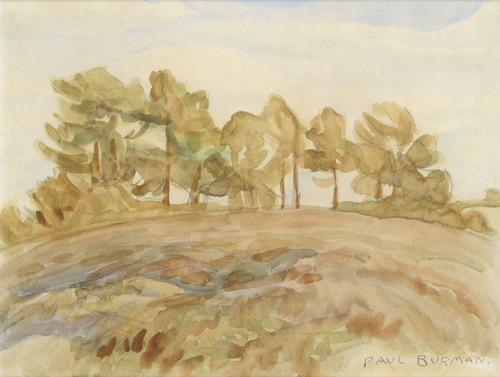
Motivul plajei Stroomi
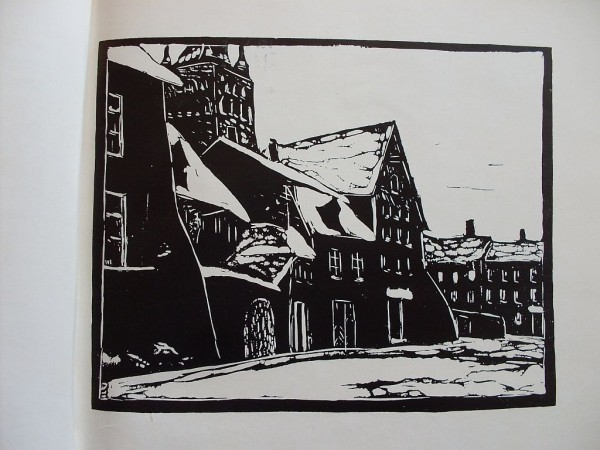
Strada Tolli
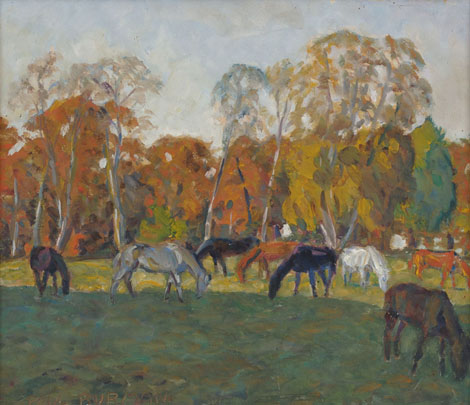
Peisaj cu cai
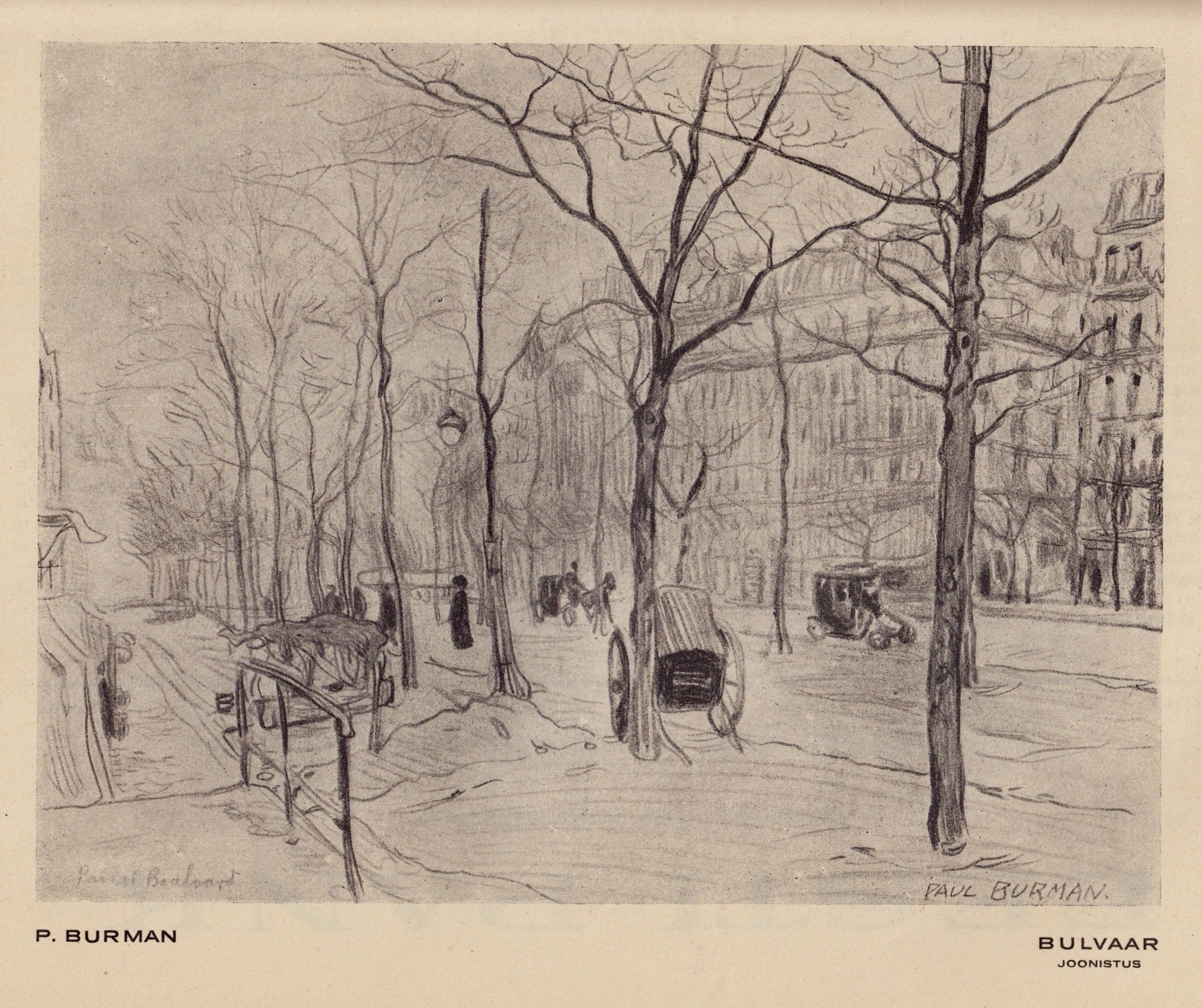
Bulevard
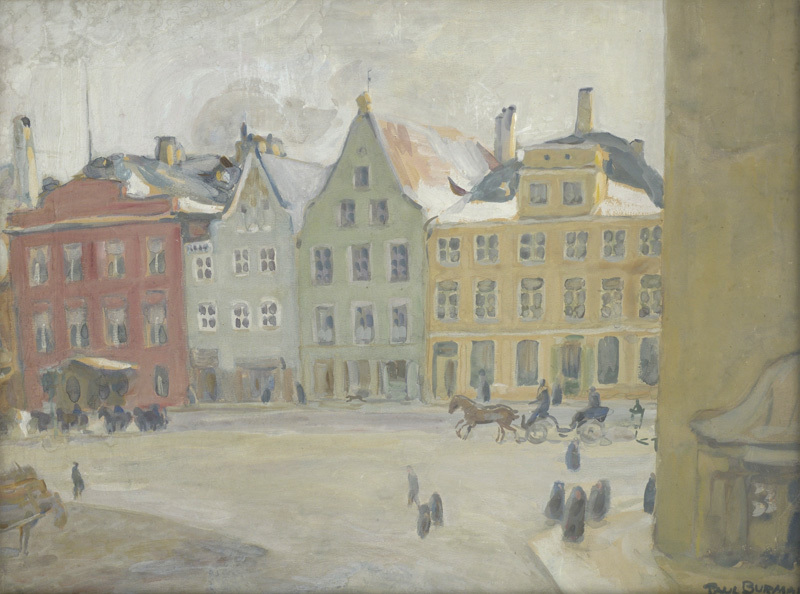
Raekoja plats
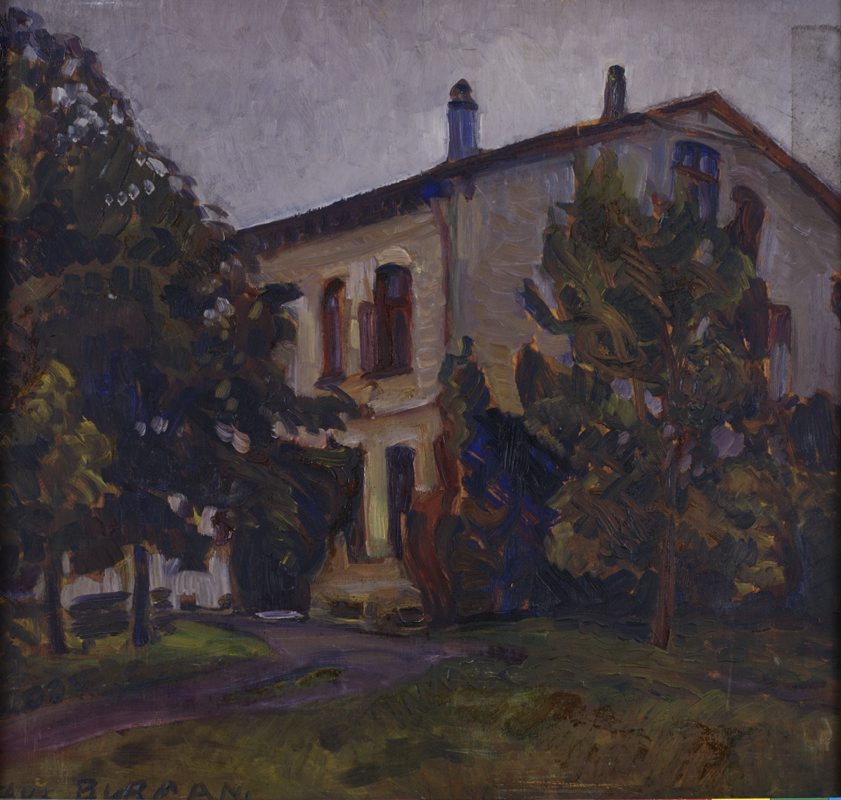
Peisaj cu o casă